# (644) Cosima
Pour les articles homonymes, voir Cosima.
(644) Cosima est un astéroïde de la ceinture principale découvert le 7 septembre 1907 par l'astronome allemand August Kopff. Sa désignation provisoire était 1907 AA.
L’astéroïde est nommé d’après Cosima Wagner, l’épouse du compositeur Richard Wagner.